# Ариберт фон Анхалт
Ариберт Йозеф Александер фон Анхалт (на немски: Aribert Joseph Alexander von Anhalt; * 18 юни 1864, Вьорлиц; † 24 декември 1933, Мюнхен) от род Аскани, е принц и регент на Хергогство Анхалт.

## Биография
Той е четвъртият син на херцог Леополд Фридрих I Франц Николаус фон Анхалт (1831 – 1904), княз фон Анхалт-Десау, и съпругата му Антоанета фон Саксония-Алтенбург (1838 – 1908), дъщеря на принц Едуард фон Саксония-Алтенбург (1804 – 1852) и първата му съпруга Амалия фон Хоенцолерн-Зигмаринген (1815 – 1841). Брат е на Леополд (1855 – 1886), наследствен принц на Анхалт, Фридрих II (1856 – 1918), херцог на Анхалт, Едуард (1861 – 1918), херцог на Анхалт, Елизабет (1857 – 1933), омъжена през 1877 г. за велик херцог Адолф Фридрих V фон Мекленбург-Щрелиц (1848 – 1914), и на Александра (1868 – 1958), омъжена през 1897 г. за княз Зицо фон Шварцбург (1860 – 1926).
Ариберт е личен приятел на император Вилхелм II и му помага в процес. Той се жени на 6 юли 1891 г. в дворец Уиндзор за принцеса Мария Луиза фон Шлезвиг-Холщайн (* 12 август 1872; † 8 декември 1956, Лондон), дъщеря на принц Кристиан фон Шлезвиг-Холщайн-Зондербург-Августенбург (1831 – 1917) и принцеса Хелена Великобританска (1846 – 1923), дъщерята на британската кралица Виктория (1819 – 1901). Бракът е сключен лично чрез император Вилхелм II, който им става кум и им дава доста пари. Бракът е много нещастен, понеже Ариберт е хомосексуален и Мария Луиза се разболява. Бракът е бездетен. Те се развеждат на 13 декември 1900 г. След развода съпругата му взема демонстративно отново рожденото си име.
През Първата Световна война Ариберт работи като инспектор и получава на 22 март 1918 г. ранг генерал-майор. На 13 септември 1918 г. става регент за племенника му Йоахим Ернст (1901 – 1947), син на брат му Едуард фон Анхалт. Йоахим Ернст абдикира на 12 ноември 1918 г.
Ариберт фон Анхалт умира бездетен на 69 години на 24 декември 1933 г. в Мюнхен.

## Галерия
- Принцеса Мария Луиза фон Шлезвиг-Холщайн (ок. 1890)
- Принц Ариберт фон Анхалт